# Городской стадион (Абовян)
Абовянский городской стадион (арм. Աբովյանի քաղաքային մարզադաշտ) — футбольный стадион в армянском городе Абовян.

## История
Открыт в 1966 году. Вместимость составляет 3946 мест. До 2006 года носил имя «Котайк» в честь одноимённой команды, игравшей на арене, и имел вместимость в 5500 человек. В 2006 году стоячие места были убраны, и вместимость сократилась до 2498 человек на восточной трибуне и 1148 человек на западной трибуне. В том же году стадион был переименован в Абовянский городской стадион.
Долгое время стадион был домашней ареной команды «Котайк», игравшей здесь в футбольных чемпионатах СССР и Армении. После расформирования клуба стадион использовался некоторое время ереванскими командами «Арарат» и «Пюник», на нём также провела две игры сборная Армении по футболу.
С недавних пор стадион является домашним и для регбийной сборной Армении, которая одержала серию побед на этом стадионе. Одной из последних стала победа над Сербией со счётом 25:0 в 2008 году; в 2004 году здесь Армения одержала крупнейшую в своей истории победу над Израилем со счётом 48:0.
5 августа 2023 года было объявлено, что здесь «Пюник» будет проводить свои домашние матчи в национальных турнирах сезона 2023/24.